# Mikhaïl Mouraviov
Pour les articles homonymes, voir Mouraviov.
Le comte Mikhaïl Nikolaïevitch Mouraviov ou Mouraviev (en russe : Михаил Николаевич Муравьёв) est un homme d’État et un diplomate russe, né le 19 avril 1845 à Grodno et décédé le 21 juin 1900 à Saint-Pétersbourg.

## Formation et carrière diplomatique
Mikhaïl Nikolaïevitch Mouraviov était le fils du général comte Nikolaï Nikolaïevitch Mouraviov-Amourski, gouverneur de Grodno, puis de la Sibérie orientale.  Après des études secondaires à Poltava et un séjour assez bref à l'université de Heidelberg, il entra à la chancellerie du ministère des Affaires étrangères à Saint-Pétersbourg.
Peu après, il fut attaché à la légation russe à Stuttgart, où il attira l'attention de la reine Olga de Wurtemberg, qui était elle-même une grande duchesse russe. Il fut ensuite transféré à Berlin, puis à Stockholm, puis de nouveau à Berlin. En 1877, il était deuxième secrétaire à La Haye.
Lors de la guerre russo-turque de 1877-1878, le comte Mouraviov fut délégué de la Société de la Croix-Rouge chargé d'un train sanitaire fourni par la reine Olga de Wurtemberg. Après la guerre, il fut successivement premier secrétaire à Paris, chancelier de l'ambassade russe à Berlin, puis ministre à Copenhague. Au Danemark, il fut amené à entrer fréquemment en contact avec la famille impériale et, à la mort du prince Lobanov, en 1896, il fut nommé par le tsar Nicolas II ministre des Affaires étrangères.

## Ministre des Affaires étrangères
Les trois années durant lesquelles il fut à la tête de la diplomatie russe furent une période critique pour la diplomatie européenne, notamment à propos de la Chine et de la Crète. Sur la question crétoise, la politique du comte Mouraviov évolua ; en Chine, il eut la main forcée par l'action militaire allemande dans la baie de Kia-Tchéou (aujourd'hui Jiaozhou) qui aboutit à l'obtention d'une concession allemande en mer Jaune, le protectorat allemand de Kiautschou. Il est donc, contre l'avis de Witte, en faveur de la concession d'un port en Russie, pour limiter l'action des Allemands et surtout éviter d'être pris de court par les Britanniques qui, sinon l'auraient obtenu, et il obtient ainsi la concession de Port-Arthur pour vingt ans, en 1898, affaire qui se terminera tragiquement pendant la guerre russo-japonaise. 
Il agit, selon les historiens anglais, avec une singulière légèreté, quant aux assurances qu'il donna au Royaume-Uni à propos des concessions de Port-Arthur et de Talienwan accordées par la Chine à la Russie. Il dit à l'ambassadeur britannique que celles-ci seraient des « ports ouverts », mais modifia ensuite fondamentalement sa promesse. Quand l'empereur Nicolas II inaugura la conférence de paix de La Haye, le comte Mouraviov réussit à extirper son pays d'une situation plutôt embarrassante. Mais lorsque par la suite des agents russes agirent de connivence, en Mandchourie et à Pékin, avec l'agitation qui culmina dans la révolte des Boxers, en 1900, les relations entre le tsar et son ministre des Affaires étrangères devinrent tendues.
Le comte Mouraviov mourut brutalement, dans la nuit du 21 juin 1900, d'une attaque d'apoplexie, survenue après une entrevue orageuse avec l’empereur.
Il est enterré au cimetière Saint-Lazare de la laure Saint-Alexandre-Nevski.
Le comte Vladimir Lambsdorff lui succède.

## Source
- Encyclopaedia Britannica, 11e édition. Domaine public.